# Hamarsfjörður
Der Hamarsfjörður ist ein Fjord im Osten Islands. Er gehört zu den Ostfjorden.
Er liegt westlich vom Ort Djúpivogur, ist 4 km breit und reicht 6 km ins Land. Die Ringstraße umrundet den Fjord. Am Hamarsfjörður liegt der Hof Bragðavellir. Hier wurden 1905 und 1933 alte römische Kupfermünzen aus dem 3. Jahrhundert gefunden. Das sind die ältesten Münzen, die man in Island fand. Es ist unbekannt, ob es ein römisches Schiff auf dem Weg nach Großbritannien hierher verschlagen hat, oder ob später die Wikinger die Münzen hierher gebracht haben.